# Iglesia de San Juan Bautista (Belaunza)
La iglesia de San Juan Bautista es un inmueble de la localidad española de Belaunza, en la provincia de Guipúzcoa.

## Descripción
El edificio se encuentra en la localidad española de Belaunza, perteneciente a la provincia de Guipúzcoa, en la comunidad autónoma del País Vasco. Se menciona como iglesia parroquial del lugar en el Diccionario histórico-geográfico-descriptivo de los pueblos, valles, partidos, alcaldías y uniones de Guipúzcoa (1862) de Pablo de Gorosábel, donde aparece descrita con las siguientes palabras:

La iglesia parroquial está dedicada á San Juan Bautista; y se halla servida por un rector, cuya provision corresponde á los propietarios de casas, y tiene un beneficio de presentacion de su magestad ó del rector en sus respectivos meses ordinarios.
(Gorosábel, 1862, p. 105)